# Pseuderianthus circularis
Pseuderianthus circularis är en insektsart som beskrevs av Marius Descamps 1975. Pseuderianthus circularis ingår i släktet Pseuderianthus och familjen Chorotypidae. Inga underarter finns listade i Catalogue of Life.